# Albert Juan i Torner
Albert Juan i Torner (Barcelona, 1872- Barcelona, 1957) fue un arquitecto modernista español. 

## Biografía
Nació el 6 de abril de 1872, en la ciudad española de Barcelona. 
Licenciado en 1892, del conjunto de sus obras modernistas destacan:
En Las Franquesas del Vallés:

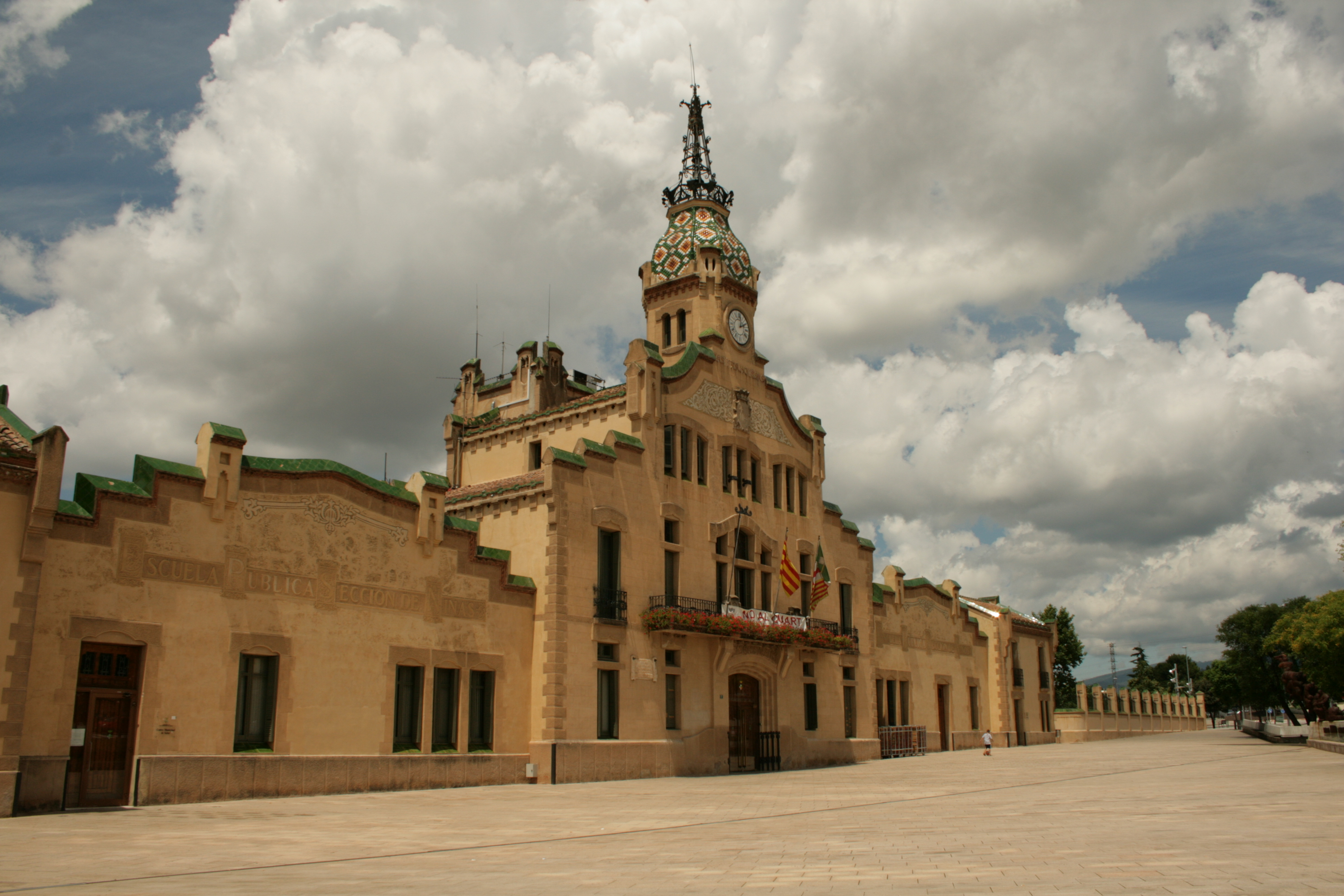
El Ayuntamiento y las antiguas escuelas municipales de Las Franquesas del Vallés.

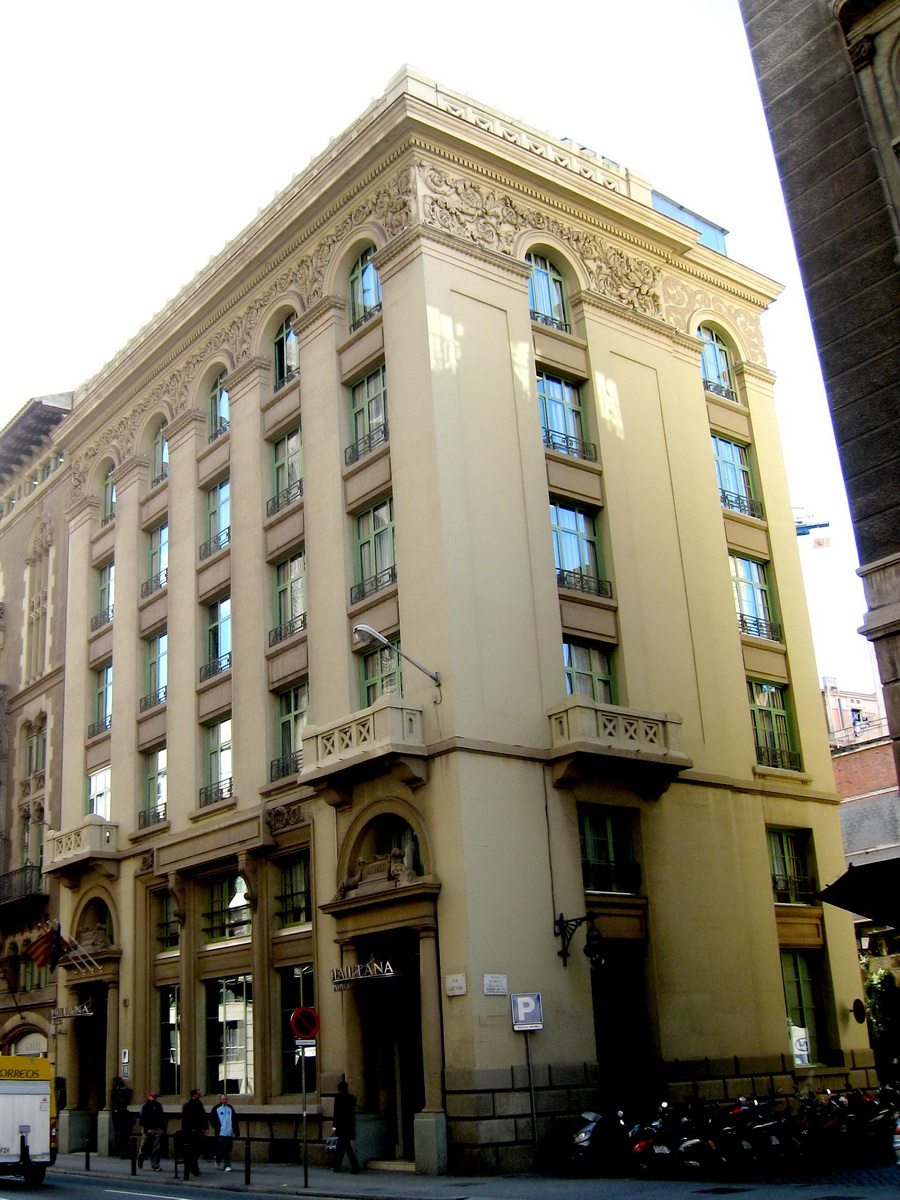
Edificio de oficinas Santana i Soler (1921). Actualmente es un hotel. Constituye una réplica de los Almacenes Walker de Chicago, obra de Louis Henri Sullivan de 1888.

- (1912) El Ayuntamiento y las escuelas municipales
- (1913) El matadero municipal

En Granollers:
- (1912) Casa Joan Sanpera, c/ Corró, n.º 321

En Barcelona:
- (1902-1911) Villa Rosa, Carretera de la Iglesia, n.º 60. Vallvidrera
- (1904) Casa de la Calle del Conde de Borrell, n.º 109 (desaparecida)
- (1907) Farmacia del Dr. Domènech, Ronda de Sant Pau, n.º 71, reconstruida en la calle de Verdi n.º 7, y ganadora del Primer Premio al mejor establecimiento comercial en el Concurso anual de edificios artísticos de 1907.
- (1908) Casa Francesc Llopart en la calle de Joan Blanques, n.º 62-68.
- (1916) Casa Francesc Balcells en el Pasaje Reina Elisenda de Montcada, n.º 17
- (1918-1921) edificio de oficinas Santana i Soler, Vía Layetana, n.º 17, que constituye una copia de los Almacenes Walker de Chicago, obra de Louis Henri Sullivan de 1888.

Falleció en 1957.